# Partido de General Pinto
General Pinto es uno de los 135 partidos de la provincia argentina de Buenos Aires. Se encuentra en el noroeste del territorio provincial y su cabecera es la ciudad homónima, sobre la RN 188, a 355 km de Buenos Aires.
El Partido de General Pinto limita con la Provincia de Santa Fe y los partidos bonaerenses de Leandro N. Alem, Lincoln, Ameghino y General Villegas.
Ocupa 254 020 ha de pampas húmedas, en las que habitan 12 941 habitantes (INDEC 2022).

## Localidades
- General Pinto, cabecera distrital 	6 557 Hab
- Germania (Estación Mayor José Orellano)
- Villa Francia (Estación Coronel Granada)
- Colonia San Ricardo (Estación Iriarte)
- Villa Roth (Estación Ingeniero Balbín)

- Parajes
  - Dos Hermanos
  - Dussaud
  - El Peregrino
  - Günther
  - Los Callejones
  - Pazos Kanki
  - Trigales

## Toponimia
Debe su nombre como homenaje al general Manuel G. Pinto, gobernador provisorio de la provincia de Buenos Aires en 1852 cuando, sabidos los pactos del Acuerdo de San Nicolás se produce su rechazo. Y el gobernador de Buenos Aires Vicente López y Planes renuncia, nombrando la legislatura como gobernador provisorio, al presidente de la Sala: el general Manuel G. Pinto. Pero Pinto no dio el juramento, porque Urquiza, por breve nota a la Legislatura, explicó que "había resuelto asumir provisoriamente el Gobierno de la Provincia", conforme a las facultades conferidas en San Nicolás de los Arroyos.

## Política

### Listado de intendentes desde 1983
| Intendente                | Mandato                                           | Partido |
| Ambrosio Alberto Gioja    | 10 de diciembre de 1983 - 10 de diciembre de 1987 | UCR     |
| Luis Alberto Bruni        | 10 de diciembre de 1987 - 10 de diciembre de 1991 | UCR     |
| Luis Alberto Bruni        | 10 de diciembre de 1991 - 10 de diciembre de 1995 | UCR     |
| Luis Alberto Bruni        | 10 de diciembre de 1995 - 10 de diciembre de 1999 | UCR     |
| Luis Alberto Bruni        | 10 de diciembre de 1999 - 10 de diciembre de 2003 | UCR     |
| Alexis Guerrera           | 10 de diciembre de 2003 - 10 de diciembre de 2007 | PJ      |
| Alexis Guerrera           | 10 de diciembre de 2007 - 10 de diciembre de 2011 | PJ      |
| Alexis Guerrera           | 10 de diciembre de 2011 - 10 de diciembre de 2015 | PJ      |
| Alexis Guerrera           | 10 de diciembre de 2015 - 10 de diciembre de 2019 | FR      |
| Jorge Alfredo Zavatarelli | 10 de diciembre de 2019 - 10 de diciembre de 2023 | FR      |
| Jorge Alfredo Zavatarelli | 10 de diciembre de 2023 - al presente             | FR      |

### Elecciones municipales

#### Elecciones en la década de 2020
|  | 52,59 % |

|  | 47,41 % |

|  | 85,88 % |

|  | 13,59 % |

|  | 0,52 % |

|  | 83,42 % |

|  | 100 % |

|  | 51,00 % |

|  | 44,80 % |

|  | 2,81 % |

|  | 1,39 % |

|  | 91,85 % |

|  | 7,30 % |

|  | 0,85 % |

|  | 78,95 % |

|  | 100 % |

#### Elecciones en la década de 2010
|  | 62,81 % |

|  | 35,84 % |

|  | 1,35 % |

|  | 91,46 % |

|  | 8,11 % |

|  | 0,43 % |

|  | 85,10 % |

|  | 100 % |

|  | 50,33 % |

|  | 34,13 % |

|  | 11,57 % |

|  | 3,98 % |

|  | 91,42 % |

|  | 7,66 % |

|  | 0,92 % |

|  | 82,79 % |

|  | 100 % |

|  | 66,78 % |

|  | 33,22 % |

|  | 79,79 % |

|  | 19,80 % |

|  | 0,40 % |

|  | 85,67 % |

|  | 100 % |

|  | 47,80 % |

|  | 23,25 % |

|  | 13,63 % |

|  | 10,90 % |

|  | 4,42 % |

|  | 93,35 % |

|  | 5,91 % |

|  | 0,74 % |

|  | 86,21 % |

|  | 100 % |

|  | 71,02 % |

|  | 16,19 % |

|  | 7,91 % |

|  | 4,88 % |

|  | 86,37 % |

|  | 13,05 % |

|  | 0,59 % |

|  | 85,81 % |

|  | 100 % |

#### Elecciones en la década de 2000
|  | 54,12 % |

|  | 28,40 % |

|  | 17,01 % |

|  | 0,47 % |

|  | 93,03 % |

|  | 6,48 % |

|  | 0,49 % |

|  | 83,31 % |

|  | 100 % |

|  | 62,14 % |

|  | 30,51 % |

|  | 3,19 % |

|  | 0,73 % |

|  | 3,92 % |

|  | 3,43 % |

|  | 90,63 % |

|  | 9,30 % |

|  | 0,07 % |

|  | 83,69 % |

|  | 100 % |

|  | 57,10 % |

|  | 31,50 % |

|  | 8,33 % |

|  | 3,07 % |

|  | 88,89 % |

|  | 10,96 % |

|  | 0,15 % |

|  | 81,54 % |

|  | 100 % |

|  | 52,20 % |

|  | 43,78 % |

|  | 2,11 % |

|  | 1,90 % |

|  | 92,27 % |

|  | 7,43 % |

|  | 0,30 % |

|  | 80,99 % |

|  | 100 % |

|  | 49,52 % |

|  | 4,78 % |

|  | 4,29 % |

|  | 1,79 % |

|  | 1,42 % |

|  | 0,04 % |

|  | 61,89 % |

|  | 38,16 % |

|  | 80,90 % |

|  | 10,35 % |

|  | 8,75 % |

|  | 78,91 % |

|  | 100 % |

#### Elecciones en la década de 1990
|  | 52,11 % |

|  | 43,54 % |

|  | 2,44 % |

|  | 0,01 % |

|  | 46,00 % |

|  | 1,89 % |

|  | 94,82 % |

|  | 5,03 % |

|  | 0,16 % |

|  | 88,16 % |

|  | 100 % |

|  | 53,12 % |

|  | 46,87 % |

|  | 91,20 % |

|  | 8,42 % |

|  | 0,37 % |

|  | 85,34 % |

|  | 100 % |

|  | 57,81 % |

|  | 41,93 % |

|  | 0,19 % |

|  | 0,06 % |

|  | 93,17 % |

|  | 6,66 % |

|  | 0,17 % |

|  | 85,83 % |

|  | 100 % |

|  | 50,33 % |

|  | 46,37 % |

|  | 3,30 % |

|  | 92,31 % |

|  | 7,27 % |

|  | 0,41 % |

|  | 84,10 % |

|  | 100 % |

|  | 49,27 % |

|  | 40,48 % |

|  | 6,30 % |

|  | 3,94 % |

|  | 94,50 % |

|  | 5,19 % |

|  | 0,31 % |

|  | 85,06 % |

|  | 100 % |

#### Elecciones en la década de 1980
|  | 47,90 % |

|  | 41,78 % |

|  | 10,32 % |

|  | 93,20 % |

|  | 6,66 % |

|  | 0,14 % |

|  | 87,21 % |

|  | 100 % |

|  | 44,66 % |

|  | 42,40 % |

|  | 7,83 % |

|  | 4,54 % |

|  | 0,58 % |

|  | 97,65 % |

|  | 2,22 % |

|  | 0,13 % |

|  | 87,59 % |

|  | 100 % |

|  | 48,07 % |

|  | 34,47 % |

|  | 6,53 % |

|  | 6,34 % |

|  | 4,59 % |

|  | 96,74 % |

|  | 3,09 % |

|  | 0,17 % |

|  | 86,31 % |

|  | 100 % |

|  | 45,98 % |

|  | 38,21 % |

|  | 12,82 % |

|  | 2,99 % |

|  | 95,80 % |

|  | 3,97 % |

|  | 0,22 % |

|  | 88,93 % |

|  | 100 % |

#### Elecciones en la década de 1970 y 1960
|  | 50,89 % |

|  | 32,32 % |

|  | 15,34 % |

|  | 1,45 % |

|  | 92,42 % |

|  | 7,28 % |

|  | 0,29 % |

|  | 36,38 % |

|  | 36,31 % |

|  | 20,12 % |

|  | 5,82 % |

|  | 0,77 % |

|  | 0,60 % |

|  | 92,87 % |

|  | 7,13 % |

|  | 70,73 % |

|  | 29,27 % |

|  | 59,33 % |

|  | 23,54 % |

|  | 17,13 % |

## Población
Según los resultados definitivos del censo de 2022 la población del partido alcanza los 12.941 habitantes.